# Черногушо коприварче
Черногушо коприварче (Sylvia ruppeli) е вид птица от семейство Коприварчеви (Sylviidae).

## Разпространение
Видът е разпространен в Гърция, Египет, Израел, Италия, Йордания, Ливан, Либия, Северна Македония, Саудитска Арабия, Судан, Сирия, Турция и Чад.